# Prijs (oorlogsrecht)
In het maritiem oorlogsrecht is er sprake van een prijs wanneer een oorlogvoerende mogendheid zich een koopvaardijschip of een lading van een vijandelijke staat toe-eigent. Anders dan bij buitmaking van oorlogsschepen of andere vaartuigen in staatseigendom, is voor prijsmaking (ook wel praaiing genoemd) vereist dat een rechtbank de prijs "goed" verklaart. Hoewel prijsmaking tot het internationaal gewoonterecht wordt gerekend, bestaat over de voorwaarden discussie en is het door internationale verdragen als de Verklaring van Parijs (1856) vooral een historisch fenomeen geworden.

## Geschiedenis
Met de heropleving van de mediterrane zeehandel in de 13e eeuw werden de ongeschreven regels gecodificeerd in het Catalaanse Llibre del Consolat de Mar, dat een hoofdstuk over prijsmaking bevatte. Het tijdperk van de grote ontdekkingen leidde aanvankelijk tot Portugese en Spaanse hegemonie op de wereldzeeën. Andere Europese zeemogendheden knaagden hieraan door kaperbrieven uit te geven, waarmee ze privaat gecharterde kapers toelating gaven alle vijandige én neutrale schepen aan te vallen. Hun prijzen werden in principe na goedkeuring geveild en de opbrengst werd volgens een verdeelsleutel toegewezen aan de overheid, de reders en de bemanning (repartitie). 
Rechtsgeleerden zochten naar een grondslag voor prijsmaking in het natuurrecht. Alberico Gentili deed dat in De jure belli, maar het is vooral Hugo Grotius die bepalend was met De jure praedae commentarius ('Commentaar op het buitmakingsrecht'). Alleen het deel over de Mare liberum werd gepubliceerd, maar het werk was veel ruimer van opzet en was klaarblijkelijk geschreven in opdracht van de Verenigde Oost-Indische Compagnie om de overval op het Portugese schip de Santa Catarina te rechtvaardigen. De Admiraliteit van Amsterdam wees deze prijs in 1604 toe aan de VOC, die nog decennialang een kaapvaartcompagnie bleef.
Vanaf de Ordonnance de la Marine van 1681 werden de principes van Grotius verlaten. Kaapvaart werd nog vrijer. In de 19e eeuw werd geprobeerd om neutrale schepen beter te beschermen. De Verenigde Staten drongen hierop aan, maar het Verenigd Koninkrijk lag meestal dwars. De Verklaring van Parijs schafte in 1856 kaapvaart af. In 1872 wonnen de VS een internationale arbitrage tegen de VK. Deze Alabama claims verwezen naar de CSS Alabama, een op Britse werven gebouwd schip waarmee de Geconfedereerden tijdens de Amerikaanse Burgeroorlog 64 prijzen hadden gemaakt. Er werden verdragen afgesloten die prijsmaking in vredestijd toelieten ten aanzien van piraten en slavenhandelaars. Op de Vredesconferentie van Den Haag in 1907 hadden vijf van de dertien conventies betrekking op aspecten van prijsmaking. De Overeenkomst voor de oprichting van een internationaal prijzenhof werd echter niet geratificeerd, zodat nationale rechtbanken bevoegd bleven.
In 1907 werd een Internationaal Prijzenhof ingesteld bij Verdrag XII van de Haagse Vredesconferentie maar het verdrag trad niet in werking omdat er te weinig landen ratificeerden.

## Prijsgerechten
In het Verenigd Koninkrijk oordeelt het Admiralty Court over de geldigheid van prijzen, met hoger beroep bij het Judicial Committee van de Privy Council. In Frankrijk is er de Conseil des Prises, opgericht in 1695, die uitspraken heeft gedaan tot in de jaren '60. De Nederlandse Hoge Raad is wettelijk aangewezen als prijsrechter, maar weigert deze taak uit te oefenen omdat er geen prijsreglement bestaat. 

### België
In België was er in 1919-2019 een Prijsgerecht. De voorloper ervan was de Rechtbank van de Admiraliteit, ingesteld op 8 januari 1487 door aartshertog Maximiliaan van Oostenrijk. Deze werd in 1658 overgebracht naar Oostende, waar alleen al in de periode 1690-1719 meer dan 800 gevallen van prijsmaking werden behandeld. In 1791 werd de admiraliteitsrechtbank opgeheven.
Ook het jonge België had geen regeling over prijsmaking, aangezien het geen noemenswaardige marine had. Bij het uitbreken van de Eerste Wereldoorlog zijn de vijandige koopvaardijschepen in Belgische havens aan de ketting gelegd en is in allerijl een uitzonderingsrechtbank opgericht om de prijzen goed te verklaren. Het passagiersschip Gneisenau, dat tot zinken was gebracht om de haventoegang te blokkeren, werd bij vonnis van 16 september 1914 tot een rechtmatige prijs verklaard, maar kort daarna viel Antwerpen. Na de oorlog werd een Prijsgerecht (Conseil des Prises) ingesteld door de organieke wet van 26 augustus 1919. Sinds de invoering van het Belgisch Scheepvaartwetboek in 2019 is het Prijsgerecht in Antwerpen afgeschaft.

## Voetnoten
1. ↑  Victor Enthoven, "De Verenigde Oost-Indische Compagnie en de Staten-Generaal" in: Armamentaria. Jaarboek Legermuseum, 2001, p. 31-49
2. ↑  (en) Convention relative to the establishment of an International Prize Court. Treaty Database. Government of the Netherlands. Geraadpleegd op 14 september 2017.
3. ↑  Op grond van het Verdrag nopens de rechtstoestand der vijandelijke handelsvaartuigen bij den aanvang der vijandelijkheden (1907)
4. ↑  Wet tot inrichting van het Prijsgerecht